# 현대자동차 앨라배마 공장
현대자동차 앨라배마 공장 (영어: Hyundai Motor Manufacturing Alabama, HMMA)은 미국 앨라배마주 몽고메리에 위치한 제조 공장이다.

## 상세
현대자동차 앨라배마 공장은 2005년 5월에 준공되어 양산을 시작했다. 2006년형 현대 쏘나타를 시작으로 아반떼, 싼타페, 투싼, 싼타크루즈 차량을 제조한다. 또한, 현대자동차 앨라배마 공장은 3개 엔진 공장이 존재하며 Smartstream G2.5 GDI, G1.6 T-GDI, G2.0 Atkinson, G2.5 GDI 및 G2.5 T-GDI 엔진을 제조한다. 21억 달러 규모의 현대자동차 앨라배마 공장은 약 3,000명의 직원을 고용하고 있으며, 연간 최대 390,000대의 차량을 양산한다.
2022년 4월, 현대자동차는 3억 달러를 투자하여 친환경차 생산 라인을 구축하여 제네시스 GV70 전동화 모델 및 현대 싼타페 하이브리드를 생산한다. 싼타페 하이브리드는 2022년 10월부터 생산되며, GV70 전동화 모델은 12월부터 생산된다.
2022년 12월 19일, 현대자동차 앨라배마 공장 관련 투어 영상이 공개됐다. 프레스, 차체조립, 도장, 의장 등 차량 생산 과정을 확인 할 수 있으며, 판매 대리점까지 영상에 담았다.

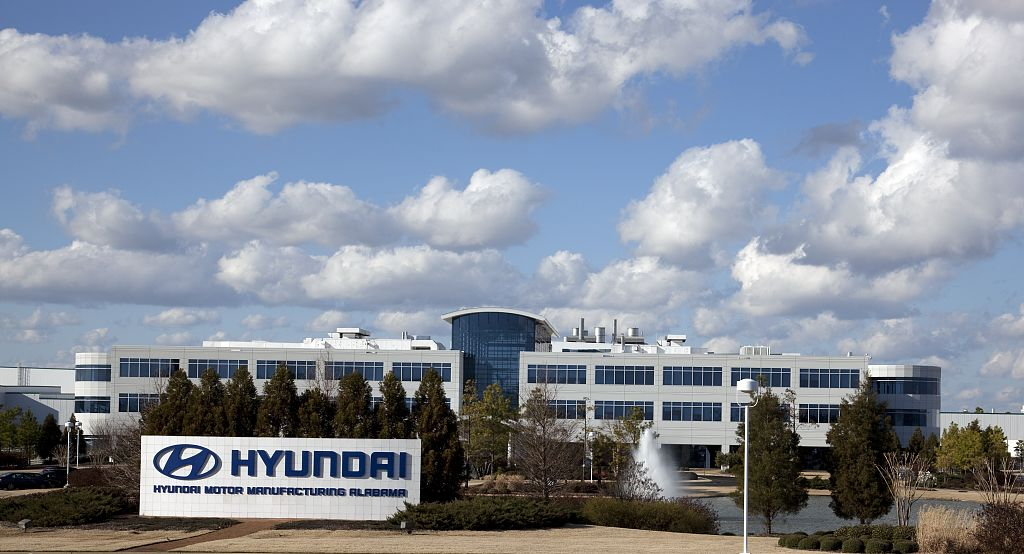
Hyundai Motor Manufacturing Alabama Highsmith 01

## 제품
| 이미지 | 차종                            |
| ------ | ------------------------------- |
|        | 현대 싼타크루즈                 |
|        | 현대 싼타페                     |
|        | 현대 투싼                       |
|        | 현대 쏘나타                     |
|        | 현대 아반떼                     |
|        | 제네시스 GV70 전동화 모델(예정) |

### 엔진
- 현대 스마트스트림 엔진

## 같이 보기
- 현대자동차
- 기아
- 제네시스
- 현대자동차그룹